# Victor Frankenstein
Victor Frankenstein este un personaj fictiv din romanul Frankenstein de Mary Shelley.
El este un om de știință italiano-elvețian care, după ce studiază procesele chimice și degradarea ființelor vii, dobândește o perspectivă asupra creației vieții și dă viață creaturii sale, numită  monstrul lui Frankenstein sau adesea numită pur și simplu colocvial "Frankenstein". Victor, mai târziu, regretă această creație,  deoarece își pune în pericol, din neatenție, propria viață, dar  și viața familiei și a prietenilor săi, atunci când creatura încearcă să se răzbune împotriva lui. Unele aspecte ale personajului sunt considerate a fi fost inspirate de alchimistul secolului al XVII-lea, Johann Conrad Dippel. 

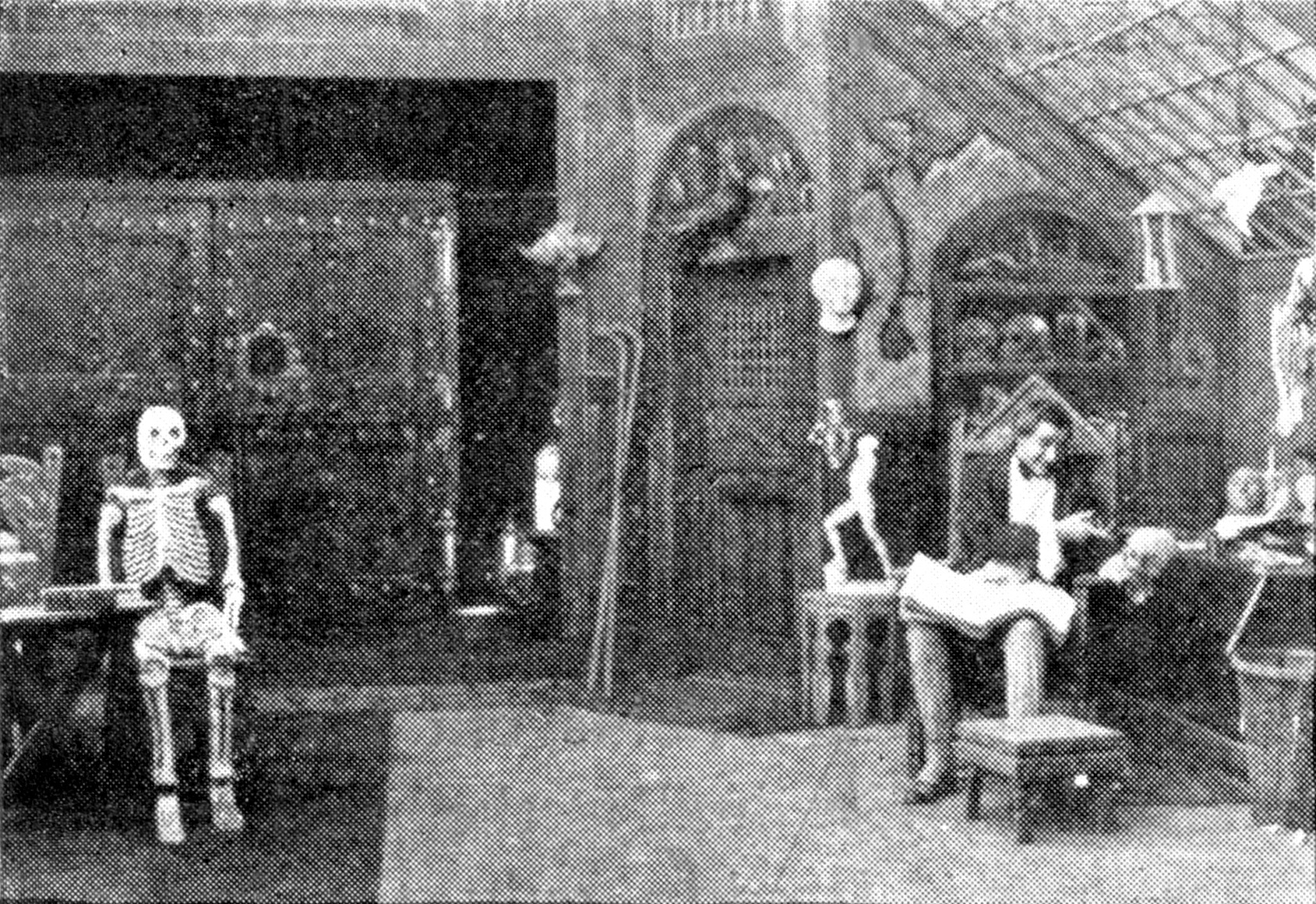
Victor Frankenstein (film din 1910)

Prima apariție a lui Victor Frankenstein pe marele ecran a avut loc în filmul Frankenstein din 1910  (produs de Thomas Edison) în care pare a fi mai mult un magician.
În Frankenstein (1931)  și  Mireasa lui Frankenstein (1935) apare ca Henry Frankenstein și este interpretat de Colin Clive.